# إيلين هايز
إيلين هايز (بالإنجليزية: Ellen Hayes)‏ هي عالمة فلك ورياضياتية أمريكية، ولدت في 23 سبتمبر 1851 في غرانفيل في الولايات المتحدة، وتوفيت في 27 أكتوبر 1930 في ويليسلي (ماساتشوستس) في الولايات المتحدة.

## بداية حياتها
وُلدت هايز في جرانفيل، أوهايو، كأول طفلةٍ من أصل ستة أطفال لتشارلز كولمان وروث ريبيكا (وولكوت). خدم تشارلز كضابط خلال الحرب الأهلية، ثم بعد مغادرته الجيش كسب رزقه كدباغ. كان رجلاً غير متعلم ولكنه كان حريصاً على أن يكون أطفاله متعلمين جيداً. جاءت روث والدة إيلين، من ناحية أخرى، من عائلة متعلمة جيداً. كان والد روث يُدعى هوراس وولكوت، الذي يرجع أصله إلى جرانفيل في ولاية ماساتشوستس، لكنه انتقل إلى مدينة جرانفيل في أوهايو في عام 1805. ولدت إلين هايز في منزل جدها.
حتى سن السابعة من عمرها، كانت إلين تدرس في المنزل من قبل والدتها. لم تتعلم القراءة والكتابة فحسب، ولكنها تعلمت أيضاً بعض علم الفلك والنبات. كان جديها ملتزمين بشدة بالتعليم، وفي عصرها، كان من غير المألوف بالتأكيد أن تُربى الفتاة في جوٍ يُشجع على المساواة في التعليم بين الأولاد والبنات في الأسرة.
في سن السابعة، درست في مدرسة سنترفيل، وهي مدرسة عامة ذات غرفة واحدة بلا تصنيفٍ عمري، وفي سن السادسة عشرة درست هايز في مدرسة ريفية لكسب المال. في عام 1872 دخلت القسم التحضيري في كلية أوبرلين وتم قبولها كطالبة جديد في عام 1875، حيث كانت تتمحور دراساتها الرئيسية حول الرياضيات والعلوم. تدربت روث كمدرس في أكاديمية غرانفيل النسائية، وهي مدرسة كان والدها أميناً فيها.

## عملها
حصلت هايز على شهادة الباكالوريوس من أوبرلين في عام 1878 وبدأت التدريس في كلية أدريان. من 1879 إلى تقاعدها عام 1916، درست في كلية ويلسلي، حيث أصبحت رئيسة قسم الرياضيات في عام 1888 ورئيسة قسم جديد في الرياضيات التطبيقية في عام 1897. كان هايز نشطةً أيضاً في علم الفلك، حيث حددت مدار الكويكب 267 تيرزا المكتشف حديثاً أثناء دراستها في مرصد ليندر ماكورميك بجامعة فرجينيا.
تمحور أغلب أعمالها العلمية الأصلية في علم الفلك. في الفترة الممتدة بين عامي 1887 و1888، رصدت هايز في مرصد ليندر ماكورميك بجامعة فرجينيا. رصدت أحد الكواكب الصغيرة وحسبت مداره. كما قامت بعمليات رصدٍ لأحد الذنبات في عام 1904 والتي نُشرت في مجلة نيتشر في مايو 1904.
كانت هايز ذات إرادة قوية. وفقاً لأحد زملائها، تم إقصاؤها من منصب رئيسة قسم الرياضيات بسبب خلافات حول سياسة القبول الخاصة بها.  كانت أيضاً أستاذة رياضيات مثيرة للجدل: كانت تعتبر غير مؤمنة، وشككت في حقيقة الكتاب المقدس أمام الطلاب، وارتدت ملابس عملية بدلاً من الملابس العصرية.  كانت لديها مستويات تعليمية عالية جداً، حيث أعطت أكثر من نصف طلابها علامة (د) في السنة الأولى التي درست فيها من كتاب علم المثلثات الخاص بها.  على الرغم من أسلوب تدريسها الصارم، كان العديد من الطلاب مخلصين لها.
كانت لويز براون طالبة عند هايز. وقد كتبت:
في عام 1891، تم انتخاب هايز من ضمن أول ست عضوات في جمعية نيويورك الرياضية (التي سميت فيما بعد الجمعية الرياضية الأمريكية).

## النساء في الرياضيات
كانت هايز تشعر بالقلق إزاء قلة تمثيل المرأة في الرياضيات والعلوم، وقالت أنّ هذا يرجع إلى الضغط الاجتماعي والتركيز على مظهر الإناث، ونقص فرص العمل للنساء في تلك المجالات، والمدارس التي سمحت للطالبات بالانسحاب من دراسة فصول الرياضيات والعلوم.

## القضايا الاجتماعية
كانت هايز شخصية مثيرة للجدل ليس فقط لكونها من ضمن عدد قليلٍ جداً من أساتذة الرياضيات النساء في أمريكا في القرن التاسع عشر، ولكن بسبب اعتناقها أفكار راديكالية مثل التشكيك في الكتاب المقدس وتقاليد الملابس لكل جنس، وحق التصويت للنساء، وحركة الاعتدال الكحولية، والاشتراكية، واضرب نسيج لورانس، وقضية ساكو وفانزيتي. كُتب في سجلات تاريخ كلية ويلسلي:
في عام 1888، كتبت بشكلٍ متكرر عموداً في صحيفة كلية ويلسلي تناقش فيها حق التصويت للنساء وحرية اللباس، وفي عام 1890 أسست فصلاً عن حركة الاعتدال الكحولي. 
كانت مرشحة الحزب الاشتراكي لوزيرة ولاية ماساتشوستس في عام 1912، حيث كانت أول امرأة في تاريخ الولاية ترشح لمنصب على مستوى الولاية. لم تفز بالانتخابات، ولكنها حصلت على أصوات أكثر من أي مرشح اشتراكي في الاقتراع، بما في ذلك أكثر بـ 2500 صوت من مرشح حاكمهم. خلال الثورة الروسية، وعلى الرغم من مشاعرها المعادية للشيوعية، فقد جمعت الأموال للأيتام الروس ودافعت عن الاشتراكية. في سن 76، تم القبض عليها لمشاركتها في مسيرةٍ احتجاج على إعدام نيكولا ساكو وبارتولوميو فانزيتي.

## مؤلفاتها
خلال سنوات عملها في كلية ويلسلي، كتبت هايز عدداً من الكتب المدرسية الجيدة: دروس في الجبر العالي (1891)؛ علم المثلثات الابتدائي (1896)؛ الجبر للمدارس الثانوية والكليات (1897)؛ وحساب التفاضل والتكامل مع تطبيقاته، مقدمة في العلاج الرياضي للعلوم (1900).
كتبت هايز كتاب الأدياك الرومية البرية وشموع شحم الحيوانات (1920)، وهو سرد للحياة في جرانفيل، وكتاب ممر شجر الدلب الغربي (1929)، رواية تاريخية. 

## نهاية حياتها
```
في عام 1929 انتقلت إلى ويست بارك، نيويورك لتدريس في مدرسة فينيارد شور للعاملات في الصناعة، على الرغم من آلامها من 
التهاب المفاصل
. 
[
3
]
 توفيت في 27 أكتوبر، 1930. ودفن رمادها في جرانفيل، أوهايو. 
[
3
]
```